# St. Nikolaus (Argelsried)

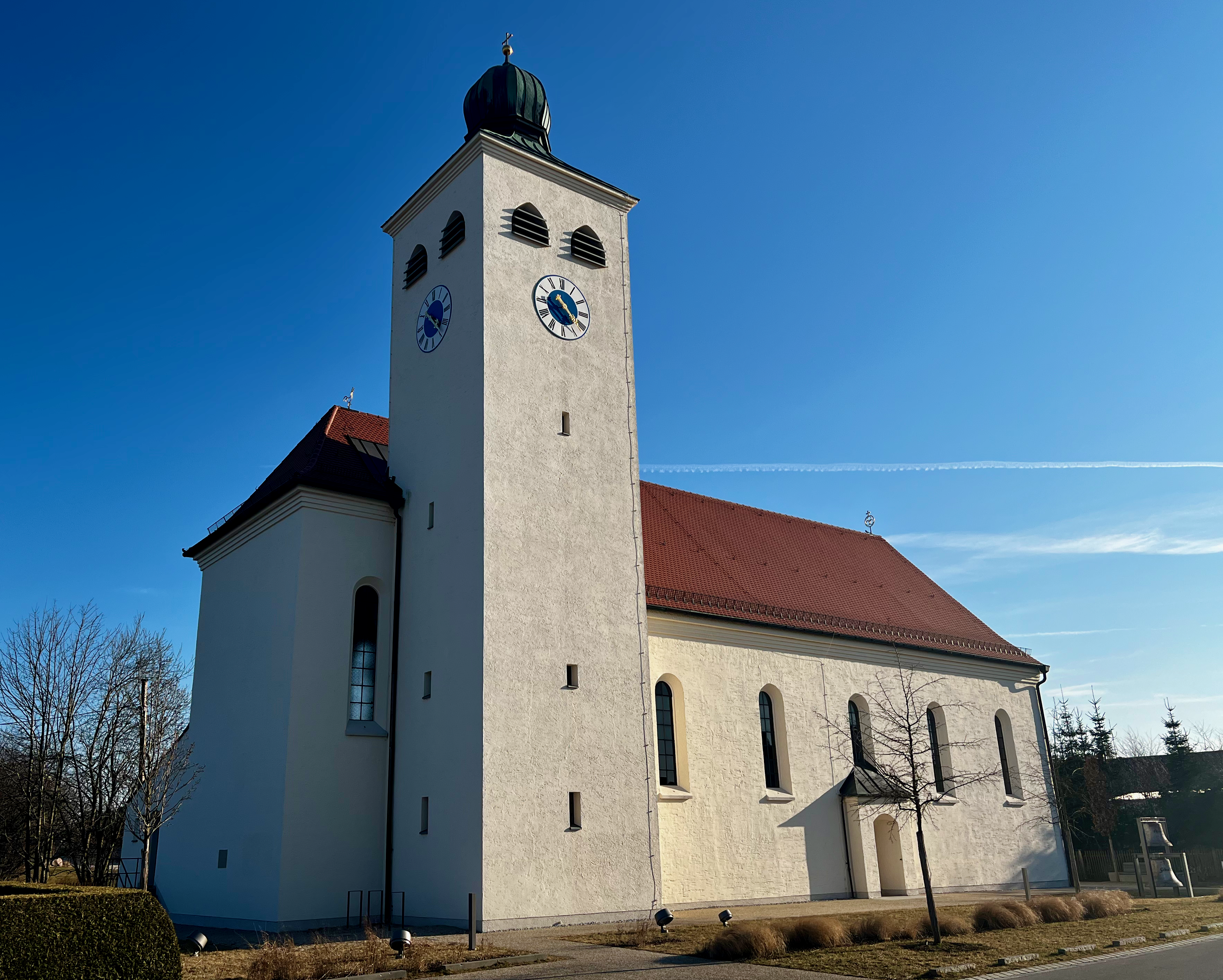
St. Nikolaus in Argelsried

Die römisch-katholische Kirche St. Nikolaus ist ein Baudenkmal im Gilchinger Gemeindeteil Argelsried im Landkreis Starnberg. Sie ist eine Filiale der Gilchinger Pfarrei St. Sebastian.

## Geschichte

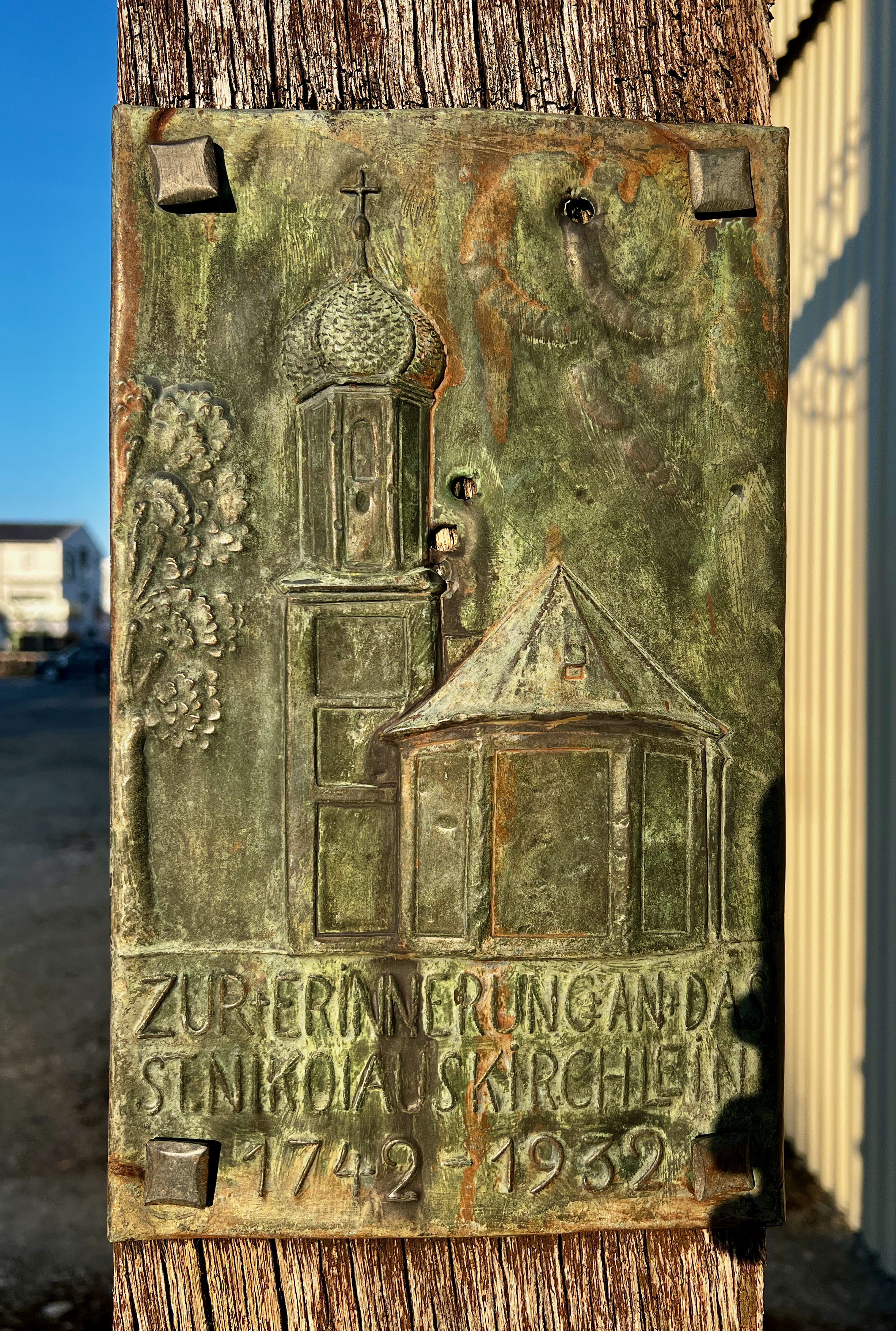
Plakette am Kreuz, welches am Standort der Vorgängerkirche steht

Vermutlich wurde mit Unterstützung des Klosters Polling im 13. oder 14. Jahrhundert eine erste Kirche an der Salz- und Heerstraße München-Landsberg erbaut. Im Jahre 1730 stürzte ein Teil der Kirchenmauer eines Vorgängerbaus der heutigen Kirche ein und das Gotteshaus wurde 1752 neu errichtet. Anfang des 20. Jahrhunderts war dieses jedoch stark baufällig, so dass 1928 ein Verein gegründet wurde, um die Finanzierung und Umsetzung eines Neubaus zu ermöglichen. Im September 1930 wurde mit dem Bau begonnen, der im Jahr darauf fertig gestellt wurde. Die Weihe erfolgte am 25. Oktober 1931 durch den Kardinal Faulhaber. Der Vorgängerbau wurde in den folgenden Jahren abgerissen und an der Stelle der Kirche ein Kreuz errichtet. Der Hochaltar wurde von der Dachauer oberen Marktkirche übernommen, wo er als Seitenaltar im Zuge eines Umbaus überflüssig wurde.1964 wurden die Sakristei erweitert und eine Heizung eingebaut. In den 1980er und 90er Jahren wurden mehrere Renovierungen der Ausstattung und des Innenraums durchgeführt. 2018 fand eine weitere Restaurierung des Gebäudes statt.

## Ausstattung

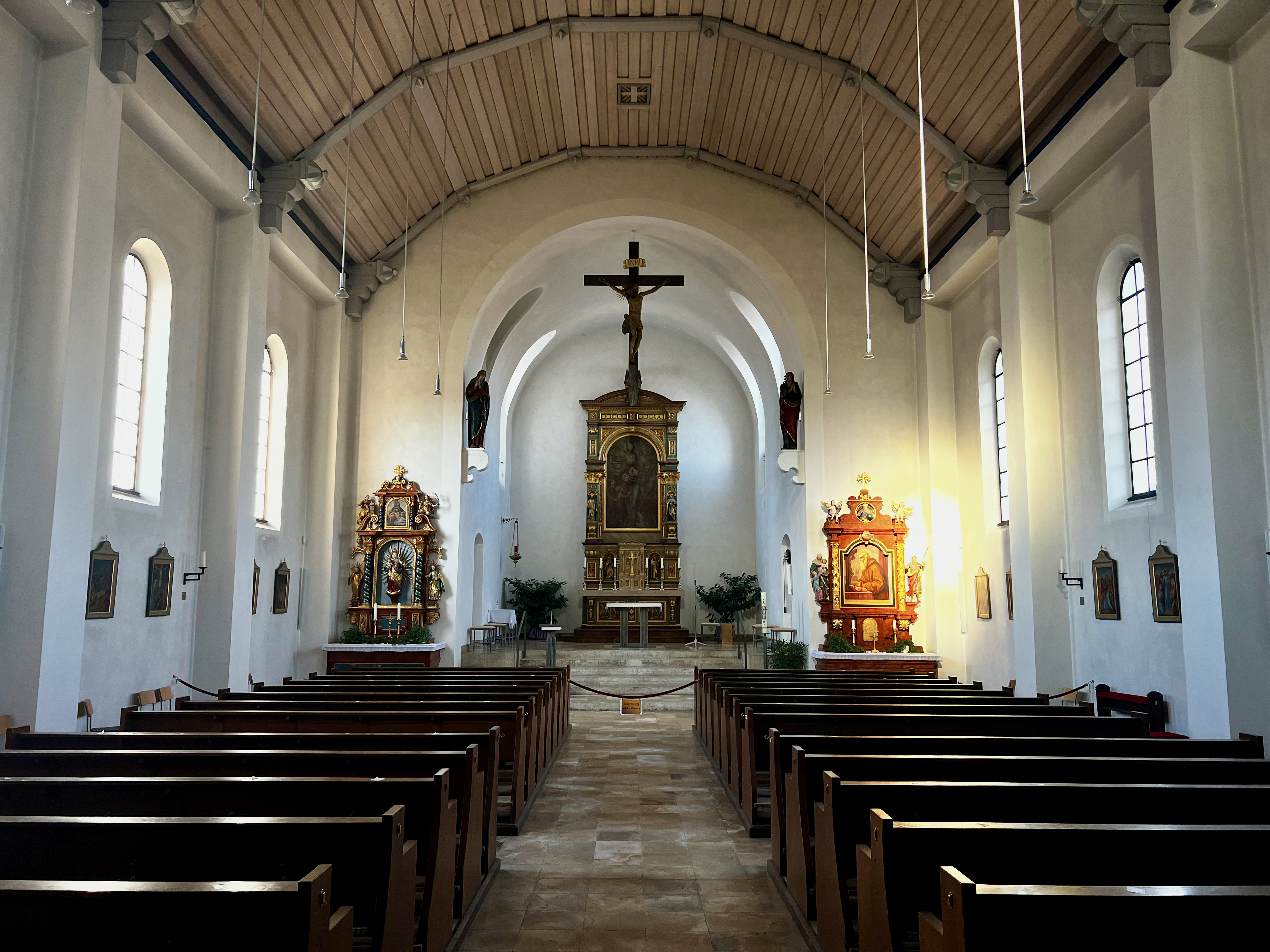
Innenraum

Die ursprüngliche Kreuzigungsgruppe in dem Spätrenaissancealtar aus Dachau wurde durch ein Gemälde von Albert Figel ersetzt, welches den Kirchenpatron vor der Kirche zeigt. Der Marienaltar zeigt zentral die Mutter Gottes und daneben Figuren der Heiligen Leonhard und Josef. Im Giebel ist die Verkündigungsszene dargestellt. Bei dem Konradaltar handelt es sich vermutlich um den ehemaligen Hauptaltar. Die seitlichen Figuren stellen den heiligen Joachim und die heilige Anna als Anna selbdritt dar.
Die Assistenzfiguren der 2006 renovierten Kreuzigungsgruppe, ursprünglich im heutigen Hauptaltar, stammen vermutlich aus dem 18. Jahrhundert, wohingegen der Korpus Christi etwa 100 Jahre älter geschätzt wird. Dem Werk wird ein hoher künstlerischer Wert zugesprochen.
Der Volksaltar, der Ambo, die Sedilien, der Osterleuchter und das Taufbecken wurden 1995 nach einem Konzept des Künstlers Larasser gefertigt.

## Orgel
In St. Nikolaus befindet sich eine pneumatische Orgel mit freistehendem Spieltisch. Gebaut wurde sie 1935/36 von der Orgelbau-Anstalt Jos. Zeilhuber (Altenstädten).
In den ersten fünf Jahren nach der Kirchweihe besaß die Kirche nur ein Harmonium, obwohl bereits 1925 ein Fond zur Finanzierung einer Orgel gegründet worden war. Am 17. Mai 1936 wurde schließlich die Orgel feierlich eingeweiht.
1991 wurde über die Anschaffung einer neuen Orgel nachgedacht, der Gedanke aber wieder verworfen. 1996 wurde die Orgel vom Münchner Orgelbauer Christoph Kaps restauriert.

### Disposition
| I Hauptwerk C–g3  |       |
| Nachthorn         | 16′   |
| Prinzipal         | 8′    |
| Rohrgedeckt (Tr.) | 8′    |
| Dolce             | 8′    |
| Oktave            | 4′    |
| Mixtur            | 2 ⁄3′ |

| II Schwellwerk C–g3 |       |
| Soloflöte           | 8′    |
| Salizional          | 8′    |
| Flöte               | 4′    |
| Gemshorn            | 4′    |
| Piccolo             | 2′    |
| Cimbel              | 1 ⁄3′ |
| Oboe                | 8′    |

| Pedal C–f1     |     |
| Zartbass (Tr.) | 16′ |
| Subbass        | 16′ |
| Oktavbass      | 8′  |

- Koppeln: I/P, II/P, II/I
- Spielhilfen: Crescendo-Wippe, freie Kombination, Tutti-Knopf, Pianopedal, Zungenabsteller[5]

## Friedhof
Der interkonfessionelle Friedhof mit einem Leichenschauhaus ist aus dem Jahr 1928. Er wurde 1983 erweitert, dabei wurden eine Urnenwand, ein Gemeinschaftsurnenfeld, Baumbestattung an etwa 63 Bäumen sowie ein Bereich für die anonyme Bestattung ergänzt.